# Battle Metal
Battle Metal è l'album di debutto del gruppo folk metal finlandese Turisas, pubblicato il 26 luglio 2004 dalla Century Media Records.

## Antefatti e produzione
L'album è formato da brani scritti dal gruppo tra il 1997 e il 2003, periodo in cui il gruppo non aveva un contratto discografico. Il gruppo registrò le demo dei brani e iniziò la produzione dell'album all'inizio del 2003, dopo che Mathias Nygård, cantante e compositore del gruppo, ebbe completato l'anno di servizio militare; inizialmente, le registrazioni dell'album erano previste per la fine del 2003, ma il gruppo decise di posticipare la sessione di registrazione dopo aver saputo di aver a disposizione lo studio di registrazione solamente per tre settimane e mezzo. Le registrazioni effettive iniziarono nel novembre 2003 agli Steeltrack Studio di Parola, Finlandia, con l'assistenza di Olli Vänskä e Riku Ylitalo che registrarono, rispettivamente, le parti di violino e fisarmonica. Dopo la registrazione delle parti di batteria, a dicembre il gruppo andò in Francia per continuare le registrazioni a Marsiglia, ai Sound Suite Studio con il produttore Terje Refsnes.
Dopo la fine delle registrazioni a Marsiglia, il gruppo tornò in Finlandia per incidere le tracce acustiche e quelle delle percussioni; mentre il gruppo registrava le parti strumentali, Nygård tornò a Marsiglia per registrare le parti vocali. Il 31 marzo l'album era ufficialmente terminato.

## Tracce
1. Victoriae & Triumphi Dominus – 1:27
2. As Torches Rise – 4:51
3. Battle Metal – 4:23
4. The Land of Hope and Glory – 6:22
5. The Messenger – 4:42
6. One More – 6:50
7. Midnight Sunrise – 8:15
8. Among Ancestors – 5:16
9. Sahti-Waari – 2:28
10. Prologue for R.R.R. – 3:09
11. Rexi Regi Rebellis – 7:10
12. Katuman Kaiku – 2:22

## Formazione

### Gruppo
- Mathias Nygård – voce e percussioni
- Jussi Wickström – chitarra, basso e contrabbasso
- Georg Laakso – chitarra
- Tude Lehtonen – batteria e percussioni
- Antti Ventola – tastiere
- Netta Skog – fisarmonica

### Altri musicisti
- Riku Ylitalo – fisarmonica
- Olli Vänskä – violino